# Capidava rufithorax
Capidava rufithorax är en spindelart som beskrevs av Simon 1902. Capidava rufithorax ingår i släktet Capidava och familjen hoppspindlar. Inga underarter finns listade.